# Proporcije
Proporcija je odnos između dvije veličine, mjerilo po čemu je nešto veliko, malo ili skladno. Proporcije su skrivena, ali uvijek nazočna sastavnica u kompoziciji svakog likovnog djela i jedan od odlučujućih činitelja njegova sklada (harmonije) ili nesklada. Jedno od najstarijih pravila sklada je proporcija zvana "zlatni rez" koji glasi: manji dio prema većem, odnosi se kao veći dio prema cjelini.
Važnost proporcija u umjetnosti detaljno je opisao još grčki kipar Poliklet (polovica 5. st. pr. Kr.) koji je smatrao da je tajna umjetnosti u skladnom odnosu veličina - proporcijama. Njegov "Grčki kanon" (skup pravila u kojem je točno navedeno kolika treba biti veličina svakog dijela tijela u odnosu na drugi), kao pojam ljepote, utjecao je na stoljeća antičke skulpture.
I prije njega, stari su Grci gradili skladnu arhitekturu jer su za mjerenje koristili mjere preuzete iz veličine dijelova ljudskog tijela po kojima su i nazvane: palac – dlan – pedalj – lakat – ruka – korak. To je dakle bila arhitektura proporcionalna ljudskom tijelu; ostvarenje grčke krilatice: Čovjek je mjerilo svih stvari! Zato, kad pogledamo grčku arhitekturu, u svim tim širinama i dužinama, mi nesvjesno vidimo nešto što nam je "slično" i zato nam se to "sviđa". 
Primjenjujući ljudske mjere (antropometričke, prema grčkom antropos = čovjek) i omjere ili rabeći ih suprotno, može se svjesno i namjerno sagraditi građevina u kojoj ćemo se osjećati dobro i ugodno, ili u kojoj ćemo se osjećati "malenima" ili "izgubljenima". Upravo takav je odnos grčkog hrama ili rimskog ljetnikovca, naspram egipatskom hramu ili, recimo - suvremenom muzeju žrtava holokausta u Berlinu.

## Vezani članci
- Proporcionalnost